# 北海道スピードパーク
座標: 北緯42度55分17.81秒 東経140度42分52.08秒 / 北緯42.9216139度 東経140.7144667度
北海道スピードパーク（ほっかいどうスピードパーク、英語: Hokkaido Speed Park）は、北海道虻田郡倶知安町にかつて存在したサーキットである。略称は「HSP」。

## 概要
夏は、サーキット場。冬は、近隣に所在するニセコマウンテンリゾート グラン・ヒラフ（現、ニセコ東急 グラン・ヒラフ）などのスキー場に訪れる観光客に向けて「スノーモビルランド」を営業し、スノーモービル・スノーラフティング・パラセイリングなどのウィンタースポーツが体験できる。

## 沿革
- 1985年（昭和60年）9月8日にオープン。

日本自動車連盟（JAF）の公認レースや日本モーターサイクルスポーツ協会（MFJ）の公認レースなど、全日本クラスのレースが開催された事もあり、鈴木亜久里や松本恵二といったレーシングドライバー、青木治親などのライダーを始め数多くの有名人が訪れた事もあった。現在は、公認をおりている。
- 2011年（平成23年）12月23日　サーキット部門閉鎖を発表。
- 2012年（平成24年）4月24日　スノーモービル部門閉鎖を発表、これにより27年間のサーキット営業及び22年間のスノーモービル営業に幕を降ろす事となった。

## サーキット施設概要
全長距離 - 1,389.44m　
幅　　員 - 最大幅員12m・最小幅員9m
路　　面 - 特殊アスファルト舗装
ピ ッ ト - 常設15（5×4m）　
観 客 席 - メインスタンド6,000人収容（芝）
コースレイアウトは、テクニカルコースで、ピットまでは、車・バイクなどは、コース上を横切って入場、人は、メインスタンドからコース下のトンネル通路を行き来できる。

## 舞台となった作品
- 北海道出身の少女漫画家・やまざき貴子の作品『可視光線』の舞台。
- 1987年（昭和62年）にナムコから発売されたファミリーコンピュータ用のゲームソフト『ファミリーサーキット』のコース「ほっかいどうサーキット」のモデル。
- アニメ『新世紀GPXサイバーフォーミュラ』の「ニセコサーキット」のモデル。

## 所在地
- 北海道虻田郡倶知安町字峠下155

## アクセス
- JR倶知安駅
- 札幌市から車で約2時間